# Великая Румыния

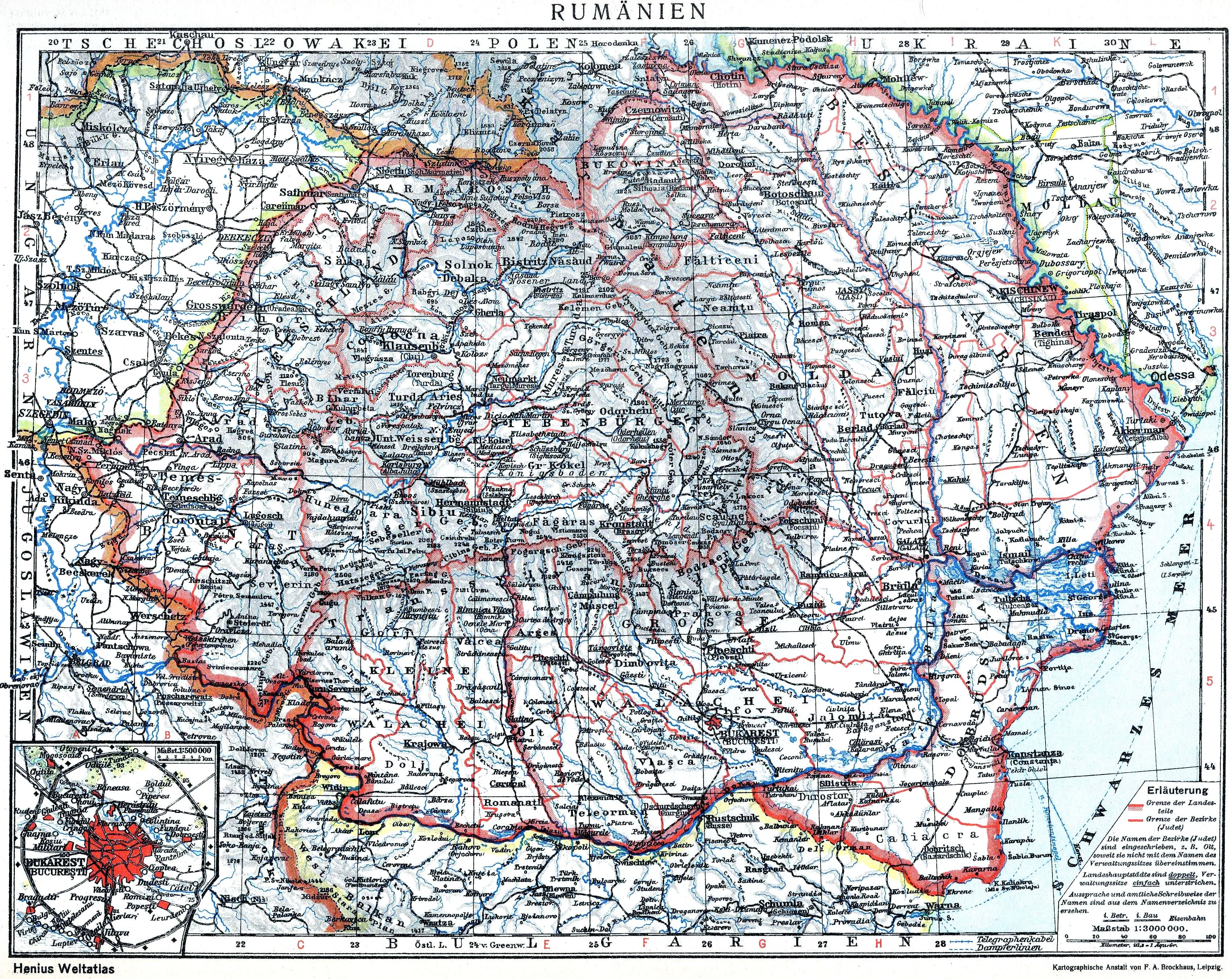
Карта Румынского королевства времён наибольшего расширения его границ

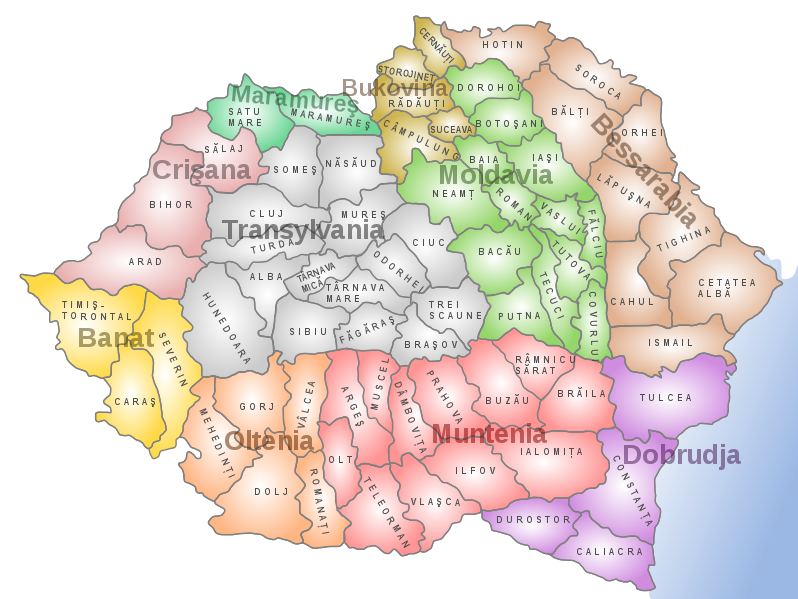
Административная карта Румынского королевства в 1930 году

Вели́кая Румы́ния (рум. România Mare) — идея максимального расширения границ Румынии. Реализовалась во время существования Королевства Румыния, когда после объединения Румынии и провозглашения её независимости в ходе вооружённых конфликтов и войн границы государства были максимально расширены.

## История
Во время Второй Балканской войны в состав Румынии вошла Южная Добруджа, затем, после распада Российской империи, в Бессарабии была провозглашена Молдавская Демократическая Республика, которая объединилась с Румынией. После распада Австро-Венгрии в ходе Чехословацко-венгерской войны Трансильвания и Буковина также объединилась с ней. Период между 1918 и 1940 годами был временем наибольшего расширения границ государства. После бессарабско-буковинского похода РККА, территориальных уступок Венгрии и Болгарии территория Румынии значительно уменьшилась. Это повлекло за собой смену режима на прогерманский.

## Апогей
С началом Великой Отечественной войны Румыния вновь начала расширяться. Гитлер позволил Румынии аннексировать Бессарабию и Заднестровье, где в её составе образовалась Транснистрия. В националистической румынской литературе, издававшейся в то время, писалось, что за Днестром живут обрусевшие румыны, а вся территория от Прута до Южного Буга исторически тесно связана с Румынией и должна принадлежать ей. Уже в ходе германского наступления вглубь Советского Союза в румынской прессе писалось о возможной передаче Румынии территорий до Днепра. В газете «Курентул» был издан материал, в котором писалось о необходимости расширить территорию государства до Уральских гор и таким образом обеспечить создание «Румынской империи до ворот Азии».

Оборотная сторона фронтовых документов, выданных в Одессе 24 августа 1944 года. Для экономии бумаги документы иногда писались на официальных бланках Транснистрии. Это бланк документа на получение финансовых средств для репатриантов из Румынии, переселяемых на Украину.

## Поражение
Однако идея не была реализована в связи с контрнаступлением советских войск. После поражения Румынии во Второй мировой войне было вновь официально закреплено отделение от Румынии Бессарабии и Северной Буковины, в то время как отторгнутая от Венгрии Северная Трансильвания была Румынии возвращена. В настоящее время, после падения режима Чаушеску в Румынии и распада СССР, попыток реализовать идею Великой Румынии в границах 1918—1940 гг. официально не предпринималось, однако, идея создания объединённого государства Румынии и Молдавии (в её международно признанных границах) пользуется определённой популярностью.